# PEaCH (Musiker)

PEaCH (1989)

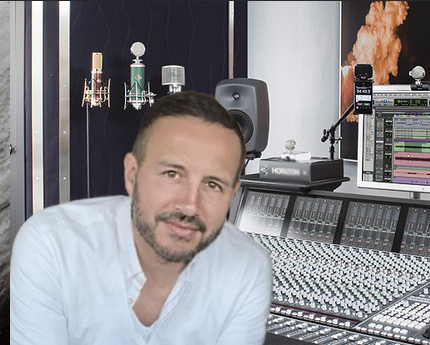
PEaCH (2020)

PEaCH (* 25. Juni 1966 in Frauenfeld; eigentlich Peter Stöckli) ist ein Schweizer Musiker, Musikproduzent und Songwriter insbesondere in  den Stilrichtungen (Pop/Rock). Er erlangte seine internationale Bekanntheit als Sänger der Hard-Rock-Band SUBWAY in den späten 1990er-Jahren.

## Leben
Seine Musik-Karriere begann Mitte der 1980er Jahre in der Schweizer Szene, wo er als Gitarrist und Sänger in verschiedensten Bands spielte und Konzerte gab. Im Jahre 1988 wechselte er zur Hard-Rock-Band DANGER, mit welcher er 1989 im Vorprogramm der ungarischen Mega-Band Omega durch die grössten Stadien Ungarns tourte. Anschliessend unterzeichneten DANGER einen Plattenvertrag und konnte als Produzent der Single "Down on my knees" den Krokus Gitarristen Fernando von Arb verpflichten. In den 1990er Jahren zog PEaCH für ein paar Jahre nach Deutschland, wo er mit der Band SUBWAY einen internationalen Verlagsvertrag mit Warner Chappell unterzeichnete. Es folgten zwei Studio-Alben, von denen letzteres in Los Angeles von Mikey Davis produziert, der u. a. Bands wie KISS, WASP, Donna Summer produziert hatte. Es kam zu Chartplatzierungen in der Schweiz und Japan.
Nach dem Abschluss seiner Ausbildung zum diplomierten Buchhalter, schloss er 2004 sein MBA-Studium an der University of Wales ab.
Ab 2013 begann PEaCH (als Multiinstrumentalist) Songs für Künstler in Europa zu schreiben und zu produzieren. Viele seiner Songs werden von Radio-Stationen gespielt. Während der Corona-Krise im Jahr 2020 erhielt PEaCH Medienpräsenz aufgrund eines Videos zu seinem Titel "Days and Nights". Es enthält Sequenzen von «Project One Life» – eine Aktion, bei der verschiedene Leute weltweit eine gemeinsame Choreografie tanzen
Im Januar 2022 reaktivierte PEaCH nach knapp 30 Jahren die deutsche Hard-Rockband Subway in der erfolgreichen 1992er-Besetzung.
Im Frühling 2023 kam es zu einer Zusammenarbeit (zum ersten Mal in Schweizer Mundart) mit dem erfolgreichen Schweizer Musiker GEORGE, wobei der Song "Zrugg I Dis Härz" entstand.

## Diskografie (Auszug)
Alben bis 1994
- DANGER (1987) – Gimme all you heart / I’d die for our love again
- DANGER (1988) – Down on my knees / When my heart cries
- SUBWAY (1993) – Hold on to your dreams (PHONAG Records)
- SUBWAY (1994) – Taste the difference (WARNER, GSE Records)

Singles ab 2015
- PEaCH – High Love (2018)
- PEaCH – All I Ever Wanted (2019)
- PEaCH – Days and Nights (2020)
- PEaCH – Your Throne (2020)
- PEaCH – Believe What You Say (2021)
- PEaCH & Moe Soul – Dieser Sommer (2021)
- PEaCH feat. Michael Shynes  – Little Lilly (2023)
- PEaCH & GEORGE – Zrugg I Dis Härz (2023)
- PEaCH feat. Michael Shynes – Thoughts of Christmas (2023)
- PEaCH  - We Are One (2025)